# Idioma päri
El Päri, también conocido como Lokoro, es una lengua perteneciente al grupo Luo y se habla en Sudán del Sur. La cuestión de su alineación gramatical es interesante y ha sido objeto de debate. Inicialmente, se afirmó que el Päri tenía una alineación ergativa, una característica que es bastante inusual en las lenguas africanas. Sin embargo, investigaciones más recientes han descrito el sistema de casos del Päri de manera diferente.
En la alineación ergativa, el sujeto de los verbos transitivos se marca de manera distinta al sujeto de los verbos intransitivos y al objeto directo de los verbos transitivos. Esto contrasta con la alineación nominativa-acusativa, en la que el sujeto de los verbos tanto transitivos como intransitivos se marca de la misma manera, diferenciándose del objeto directo de los verbos transitivos.
No obstante, estudios recientes sobre el Päri han sugerido que el sistema de casos en esta lengua es mejor descrito como nominativo marcado (también conocido como nominativo-absolutivo). En este sistema, el nominativo se marca explícitamente, mientras que el absolutivo (que corresponde al objeto directo de los verbos transitivos y al sujeto de los verbos intransitivos) no lleva una marca especial. Esto implica que el Päri no presenta una alineación ergativa como se pensaba originalmente, sino un tipo de alineación nominativa con características particulares en su marcación de casos.